# Хајдуково
Хајдуково (мађ. Hajdújárás) је насеље у граду Суботици, у Севернобачком округу, у Србији. Према попису из 2022. било је 1854 становника.
Језгро регије је језеро Лудаш, а само насеље лежи на његовој северној обали. Хајдукову припада и сеоце Носа са истока, а оближњи салашки шореви Чурго и Лудашки шор се налазе западно од насеља, на западној обали језера. На овом подручју сва насељена места леже око језера, укљућујући и Шупљак на југу.
Овде се налазе ОШ „Петефи Шандор” Хајдуково, Салаш на Носи и Дворац Ингус.

## Опис подручја
Околина Хајдукова обилује занимљивостима, археолошким локацијама, природним вредностима. Само насеље лежи на песковитом тлу Суботичко-хоргошке пешчаре, што заједно са климом одговара виноградарству и воћарству.
Насеље се наслања на северни део језера Лудаш, резервата природе од међународног значаја, због важности за птичји свет.
У источном делу насеља сачувани су некадашњи пашњаци, испод којих се у дубини налазе слојеви нафте. Овде је једна већа испостава нафтне индустрије, а бушотине се могу видети и у самом насељу.

## Припојена насеља
Тренутно важећа административна подела прикључује Хајдукову једно оближње насељено место, Носа, која спада под исту катастарску општину (К. О. Палић) и води се под месном заједницом Хајдукова. Иако са преко 100 домаћинстава, са школом и црквом, цело насеље Носа се у документима помиње само као једна улица.

### Носа
Исто као што је само Хајдуково до 1978. било део Палића, Носа није самостално насеље већ се води као део Хајдукова, иако два места раздваја 1,45 km друма. Хајдуково се налази на северу, а Носа на истоку Лудашког језера.
И Хајдуково и Носа катастарски припадају Палићу.

## Демографија
У насељу Хајдуково живи 2044 пунолетна становника, а просечна старост становништва износи 41,7 година (39,7 код мушкараца и 43,7 код жена). У насељу има 952 домаћинства, а просечан број чланова по домаћинству је 2,61.
Ово насеље је углавном насељено Мађарима (према попису из 2002. године), а у последња три пописа, примећен је пад у броју становника.
|             | \| Демографија[4] \| Демографија[4] \| Демографија[4] \| \| Година \| Становника \| Становника \| \| -------------- \| -------------- \| -------------- \| \| 1948. \| 1.511 \| \| \| 1953. \| 1.539 \| \| \| 1961. \| 1.791 \| \| \| 1971. \| 2.118 \| \| \| 1981. \| 2.879 \| \| \| 1991. \| 2.627 \| 2.583 \| \| 2002. \| 2.482 \| 2.610 \| \| 2011. \| 2.313 \| \| |            |
| Демографија | |            |
| Година      | Становника | Становника |
| 1948.       | 1.511 |            |
| 1953.       | 1.539 |            |
| 1961.       | 1.791 |            |
| 1971.       | 2.118 |            |
| 1981.       | 2.879 |            |
| 1991.       | 2.627 | 2.583      |
| 2002.       | 2.482 | 2.610      |
| 2011.       | 2.313 |            |

| Етнички састав према попису из 2002.‍ | Етнички састав према попису из 2002.‍ | Етнички састав према попису из 2002.‍ | Етнички састав према попису из 2002.‍ | Етнички састав према попису из 2002.‍ |
| ------------------------------------ | ------------------------------------ | ------------------------------------ | ------------------------------------ | ------------------------------------ |
|                                      |                                      |                                      |                                      |                                      |
| Мађари                               | Мађари                               |                                      | 2.191                                | 88,27%                               |
| Срби                                 | Срби                                 |                                      | 89                                   | 3,58%                                |
| Буњевци                              | Буњевци                              |                                      | 49                                   | 1,97%                                |
| Хрвати                               | Хрвати                               |                                      | 40                                   | 1,61%                                |
| Југословени                          | Југословени                          |                                      | 23                                   | 0,92%                                |
| Албанци                              | Албанци                              |                                      | 10                                   | 0,40%                                |
| Роми                                 | Роми                                 |                                      | 8                                    | 0,32%                                |
| Црногорци                            | Црногорци                            |                                      | 3                                    | 0,12%                                |
| Немци                                | Немци                                |                                      | 3                                    | 0,12%                                |
| Муслимани                            | Муслимани                            |                                      | 2                                    | 0,08%                                |
| Бугари                               | Бугари                               |                                      | 2                                    | 0,08%                                |
| непознато                            | непознато                            |                                      | 6                                    | 0,24%                                |

| Година пописа     | 1948. | 1953. | 1961. | 1971. | 1981. | 1991. | 2002. |
| ----------------- | ----- | ----- | ----- | ----- | ----- | ----- | ----- |
| Број домаћинстава | 446   | 471   | 599   | 706   | 1.023 | 953   | 952   |

| Број чланова      | 1   | 2   | 3   | 4   | 5  | 6  | 7 | 8 | 9 | 10 и више | Просек |
| ----------------- | --- | --- | --- | --- | -- | -- | - | - | - | --------- | ------ |
| Број домаћинстава | 222 | 277 | 195 | 200 | 39 | 13 | 3 | 1 | 1 | 1         | 2,61   |

| Пол    | Укупно | Неожењен/Неудата | Ожењен/Удата | Удовац/Удовица | Разведен/Разведена | Непознато |
| ------ | ------ | ---------------- | ------------ | -------------- | ------------------ | --------- |
| Мушки  | 1.066  | 320              | 642          | 56             | 48                 | 0         |
| Женски | 1.080  | 176              | 640          | 225            | 39                 | 0         |
| УКУПНО | 2.146  | 496              | 1.282        | 281            | 87                 | 0         |

| Пол    | Укупно                    | Пољопривреда, лов и шумарство | Рибарство                            | Вађење руде и камена | Прерађивачка индустрија       |
| ------ | ------------------------- | ----------------------------- | ------------------------------------ | -------------------- | ----------------------------- |
| Мушки  | 625                       | 293                           | 0                                    | 0                    | 218                           |
| Женски | 382                       | 189                           | 0                                    | 0                    | 98                            |
| УКУПНО | 1.007                     | 482                           | 0                                    | 0                    | 316                           |
| Пол    | Производња и снабдевање   | Грађевинарство                | Трговина                             | Хотели и ресторани   | Саобраћај, складиштење и везе |
| Мушки  | 3                         | 11                            | 37                                   | 8                    | 26                            |
| Женски | 2                         | 1                             | 34                                   | 13                   | 2                             |
| УКУПНО | 5                         | 12                            | 71                                   | 21                   | 28                            |
| Пол    | Финансијско посредовање   | Некретнине                    | Државна управа и одбрана             | Образовање           | Здравствени и социјални рад   |
| Мушки  | 0                         | 2                             | 7                                    | 1                    | 6                             |
| Женски | 0                         | 1                             | 1                                    | 13                   | 21                            |
| УКУПНО | 0                         | 3                             | 8                                    | 14                   | 27                            |
| Пол    | Остале услужне активности | Приватна домаћинства          | Екстериторијалне организације и тела | Непознато            | Непознато                     |
| Мушки  | 13                        | 0                             | 0                                    | 0                    | 0                             |
| Женски | 6                         | 0                             | 1                                    | 0                    | 0                             |
| УКУПНО | 19                        | 0                             | 1                                    | 0                    | 0                             |

## Галерија
- Тројезична табла на згради месне заједнице
- Зид заљубљених
- Табла зида заљубљених
- Инфо табле код моста у Носи
- Бициклистичка стаза кроз село.